# Sean Emmett
Sean Nicholas Emmett (Walton-on-Thames, 4 febbraio 1970) è un pilota motociclistico britannico.

## Carriera
Per quanto riguarda le competizioni del motomondiale, ha sempre gareggiato nella classe 500, nelle stagioni dal motomondiale 1993 al 1996 pilotando Harris Yamaha e Suzuki.
Dopo le esperienze nel motomondiale è passato al campionato mondiale Superbike partecipando ad alcune gare nelle stagioni di corse dal 1996 al 2003, utilizzando sempre moto Ducati. Altre sue esperienze successive sono state nel campionato britannico Superbike e nel campionato AMA Superbike.

## Risultati in gara

### Motomondiale
| 1993 | Classe | Moto          |    |    |    |   |    |     |    |    |     |     |     |     |    |    |  | Punti | Pos. |
| ---- | ------ | ------------- | -- | -- | -- | - | -- | --- | -- | -- | --- | --- | --- | --- | -- | -- |  | ----- | ---- |
| 1993 | 500    | Harris Yamaha | 16 | 14 | 15 | 9 | 16 | Rit | 16 | 12 | Rit | Rit | Rit | Rit | 13 | 14 |  | 19    | 19º  |

| 1994 | Classe | Moto                   |    |    |    |     |    |    |     |    |     |    |    |    |    |     |  | Punti | Pos. |
| ---- | ------ | ---------------------- | -- | -- | -- | --- | -- | -- | --- | -- | --- | -- | -- | -- | -- | --- |  | ----- | ---- |
| 1994 | 500    | Harris Yamaha e Suzuki | 14 | 13 | 17 | Rit | 12 | 11 | Rit | 14 | Rit | 12 | 13 | 11 | 10 | Rit |  | 34    | 15º  |

| 1995 | Classe | Moto                   |    |     |    |     |  |     |     |     |    |     |    |    |    |  |  | Punti | Pos. |
| ---- | ------ | ---------------------- | -- | --- | -- | --- |  | --- | --- | --- | -- | --- | -- | -- | -- |  |  | ----- | ---- |
| 1995 | 500    | Harris Yamaha e Suzuki | 12 | Rit | 13 | Rit |  | Rit | Rit | Rit | 13 | Rit | 14 | 14 | 13 |  |  | 17    | 22º  |

| 1996 | Classe | Moto          |    |    |    |    |    |     |     |     |    |     |    |    |     |  |  | Punti | Pos. |
| ---- | ------ | ------------- | -- | -- | -- | -- | -- | --- | --- | --- | -- | --- | -- | -- | --- |  |  | ----- | ---- |
| 1996 | 500    | Harris Yamaha | 11 | 15 | 17 | 15 | 14 | Rit | Rit | Rit | NP | Rit | 17 | 16 | Rit |  |  | 9     | 22º  |

| Legenda | 1º posto        | 2º posto            | 3º posto            | A punti      | Senza punti        | Grassetto – Pole position Corsivo – Giro più veloce |
| Legenda | Gara non valida | Non qual./Non part. | Ritirato/Non class. | Squalificato | '-' Dato non disp. | Grassetto – Pole position Corsivo – Giro più veloce |

### Campionato mondiale Superbike
| 1996 | Moto   |  |  |  |  |  |  |  |  |  |  |  |  |  |  |  |  |  |  |    |    |    |    |     |     |  |  | Punti | Pos. |
| ---- | ------ |  |  |  |  |  |  |  |  |  |  |  |  |  |  |  |  |  |  | -- | -- | -- | -- | --- | --- |  |  | ----- | ---- |
| 1996 | Ducati |  |  |  |  |  |  |  |  |  |  |  |  |  |  |  |  |  |  | 18 | 15 | 12 | 14 | Rit | Rit |  |  | 7     | 36º  |

| 1997 | Moto   |  |  |  |  |    |    |  |  |  |  |  |  |     |     |  |  |  |  |  |  |    |   |     |   |  |  | Punti | Pos. |
| ---- | ------ |  |  |  |  | -- | -- |  |  |  |  |  |  | --- | --- |  |  |  |  |  |  | -- | - | --- | - |  |  | ----- | ---- |
| 1997 | Ducati |  |  |  |  | 14 | 12 |  |  |  |  |  |  | Rit | Rit |  |  |  |  |  |  | 20 | 9 | Rit | 8 |  |  | 21    | 21º  |

| 1998 | Moto   |  |  |     |     |  |  |  |  |  |  |  |  |  |  |  |  |    |     |  |  |  |  |  |  |  |  | Punti | Pos. |
| ---- | ------ |  |  | --- | --- |  |  |  |  |  |  |  |  |  |  |  |  | -- | --- |  |  |  |  |  |  |  |  | ----- | ---- |
| 1998 | Ducati |  |  | Rit | Rit |  |  |  |  |  |  |  |  |  |  |  |  | 11 | Rit |  |  |  |  |  |  |  |  | 5     | 37º  |

| 1999 | Moto   |  |  |  |  |   |     |  |  |  |  |  |  |  |  |  |  |     |   |  |  |  |  |  |  |  |  | Punti | Pos. |
| ---- | ------ |  |  |  |  | - | --- |  |  |  |  |  |  |  |  |  |  | --- | - |  |  |  |  |  |  |  |  | ----- | ---- |
| 1999 | Ducati |  |  |  |  | 9 | Rit |  |  |  |  |  |  |  |  |  |  | Rit | 6 |  |  |  |  |  |  |  |  | 17    | 28º  |

| 2001 | Moto   |  |  |  |  |  |  |  |  |  |  |  |  |  |  |  |  |  |  |   |    |  |  |  |  |  |  | Punti | Pos. |
| ---- | ------ |  |  |  |  |  |  |  |  |  |  |  |  |  |  |  |  |  |  | - | -- |  |  |  |  |  |  | ----- | ---- |
| 2001 | Ducati |  |  |  |  |  |  |  |  |  |  |  |  |  |  |  |  |  |  | 9 | 10 |  |  |  |  |  |  | 13    | 32º  |

| 2003 | Moto   |  |  |  |  |  |  |  |  |  |  |     |     |  |  |  |  |   |     |  |  |  |  |  |  |  |  | Punti | Pos. |
| ---- | ------ |  |  |  |  |  |  |  |  |  |  | --- | --- |  |  |  |  | - | --- |  |  |  |  |  |  |  |  | ----- | ---- |
| 2003 | Ducati |  |  |  |  |  |  |  |  |  |  | Rit | Rit |  |  |  |  | 5 | Rit |  |  |  |  |  |  |  |  | 11    | 28º  |

| Legenda | 1º posto        | 2º posto            | 3º posto           | A punti      | Senza punti        | Grassetto – Pole position Corsivo – Giro più veloce |
| Legenda | Gara non valida | Non qual./Non part. | Ritirato/Non class | Squalificato | '-' Dato non disp. | Grassetto – Pole position Corsivo – Giro più veloce |